# Hélène Gordon-Lazareff
Hélène Gordon-Lazareff (nata Hélène Borisovna Gordon; Rostov sul Don, 21 settembre 1909 – Le Lavandou, 16 febbraio 1988) è stata una giornalista russa, nata in Russia da una ricca famiglia ebrea e cresciuta a Parigi dove nel 1945 fondò la rivista Elle e si occupò di moda.
Dopo aver lavorato in etnologia, è diventata redattrice del New York Times e di Harper's Bazaar. Successivamente, formò una coppia influente a Parigi con suo marito, Pierre Lazareff, fondatore di France-Soir. A Gordon-Lazareff si attribuisce la scoperta di Brigitte Bardot.

## Biografia
Hélène Gordon-Lazareff nacque il 21 settembre 1909 a Rostov sul Don, in Russia, in una famiglia ebrea dell'alta borghesia. Suo padre, Boris Abramovich Gordon, nato a Rostov sul Don (1879-1952) e sposato con Élisabeth Skomarovski, era un magnate del tabacco e dell'editoria, banchiere e ingegnere, filantropo e amante della poesia. Insieme a suo fratello Noah Abramovich Gordon, era impegnato in un'attività abbastanza redditizia - le sigarette Gordon erano popolari in Russia quanto le Marlboro in America - e nella sua tipografia stampò poesie simboliste e pubblicò opere inedite di Dostoevskij. In seguito divenne amministratore delegato della società "V. Asmolov and Co" (1912); i fratelli possedevano anche la Don Joint-Stock Company of Printing and Publishing, lavoravano nella Banca russo-asiatica e pubblicavano il giornale Priazovsky Krai. La storica della stampa e biografa Claire Blandin disse che Boris era "un uomo d'affari ricco e colto".  Hélène aveva una sorella, Émilie, nata nel 1903.
La famiglia fuggì in Francia per sfuggire alla rivoluzione bolscevica. Suo padre riuscì a trasferire i fondi in Francia e all'estero e fu il primo il primo a fuggire in Italia, accompagnato dalla sua amante. Verso la fine del 1917, Hélène, Émilie e la madre Élisabeth lasciarono la Russia su un treno di lusso che le portò verso il Mar Nero, e poi raggiunsero Istanbul, in Turchia. Durante il viaggio, tagliarono i lunghi capelli di Hélène per evitare di attirare il contatto visivo dei bolscevichi. Da allora in poi lei avrebbe sempre portato i capelli corti. All'inizio del 1920 i tre si stabilirono a Parigi dove trovarono Boris che in seguito pubblicò la rivista "Russia illustrata" con supplementi letterati. In quel periodo i suoi genitori si separarono.
Da bambina, Hélène dovette vivere in diverse città d'Europa, ma trascorse la maggior parte del tempo a Parigi. Studiò al Liceo Henri IV e successivamente alla Sorbona presso la Facoltà di Etnologia. Blandin scrisse che era una "grande lettrice" e "una eccellente studentessa". Scrisse anche che era una "ragazza viziata traumatizzata dall'esilio, affascinata dal potere". 
Quando era studentessa alla Sorbona, frequentò surrealisti come Philippe Soupault, che le dedicò una poesia, e diventò anche madre di una bambina dopo essersi sposata a 19 anni con Jean-Paul Raudnitz. Il matrimonio durò solo tre anni.

## Carriera
Hélène iniziò la sua carriera come etnologa. E si recò in Africa.  Partecipò alla spedizione etnografica del 1935 nel Sahara-Sudan, guidata da Marcel Griaule. Studiò principalmente il totemismo e le donne Dogon del Mali. Visse per due mesi presso una tribù africana. Al suo ritorno, Gordon-Lazareff pubblicò il suo primo diario di viaggio su L'Intransigeant. Fu durante questo periodo che incontrò Pierre Lazareff, caporedattore di Paris-Soir, a casa dell'esploratore Paul-Émile Victor. Lazareff le offrì di scrivere in una sezione per bambini e lei, poco interessata alle riviste scientifiche, accettò. A Paris-Soir, diretto allora da Jean Prouvost,  Helen Gordon pubblicò sotto lo pseudonimo di Tante Juliette ("Zia Giulietta"). Poi lavorò a Marie Claire, fondato da Jean Prouvost.
In quel periodo Hélène si sposò con Pierre Lazareff. Poi la coppia fuggì a New York perché in Francia iniziò la persecuzione degli ebrei. A New York, Helen, agevolata dalla buona conoscenza dell'inglese, continuò a lavorare nel giornalismo e contribuì a pubblicazioni come Harper's Bazaar e il New York Times. Suo marito lavorò per Voice of America e per la sezione francese dell'OWI (United States Office of War Information).

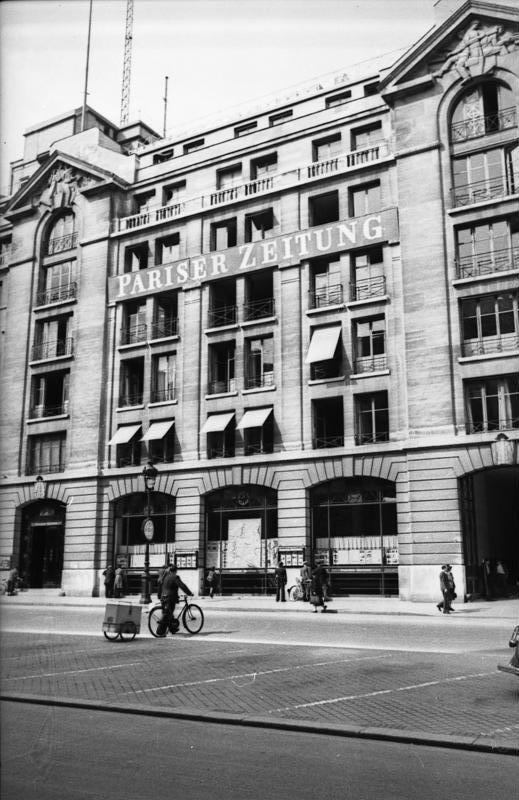
Facciata dell'edificio al n. 100 di via Réaumur, Parigi, fotografata durante l'occupazione nel 1941

Nel 1944 la coppia tornò in Francia, paio di settimane dopo la Liberazione. Pierre Lazareff divenne il direttore generale della casa editrice Paris-Soir. A Parigi, Gordon intendeva creare una sua pubblicazione di moda. Aprì una redazione nello stesso edificio di Paris-Soir, solo due piani più in alto, al n. 100 di via Réaumur.  Nacque così Elle nel 1945. Nei primi numeri, oltre alle note sulle tendenze della moda, venivano pubblicati i racconti della scrittrice Colette. Inoltre la rivista uscì inizialmente "su una carta così ruvida e gialla che le ricordava il pane francese". La fotografia a colori e il flash non erano ancora la norma nella Francia del dopoguerra, e le prime copertine di Elle furono quindi fotografate a Manhattan. Per queste copertine a colori lei aveva preso in prestito accessori francesi, tra cui 15 cappelli "chic" di Lilly Daché. Nel primo numero di Elle, c'erano consigli su come rimanere liberi e attraenti nonostante la carenza e i buoni pasto, come modificare i vecchi vestiti in modo che fossero di moda, come utilizzare le ricette. La rivista guadagnò rapidamente popolarità, diventando una delle pubblicazioni di moda femminile più diffuse.
Tra il 1945 e il 1965 "vide tutto ciò che scintillava". L'editorialista Michèle Fitoussi ha detto che era "più una giornalista che aveva molto talento che una femminista". Il motto di Elle era allora: "Serietà nella frivolezza e ironia nella serietà". Nel 1946, Gordon-Lazareff assunse la giornalista Françoise Giroud come caporedattore di Elle, posizione che mantenne fino al 1953.  Nel suo libro, Profession Journaliste, Giroud descrive Gordon-Lazareff come "una giovane donna brillante".
Nel 1949, incontrò una sconosciuta di 15 anni di nome Brigitte Bardot su un binario della stazione e le disse semplicemente: "Chiamami". Prima del suo primo film, la Bardot diventò la modella principale di Elle nella presentazione della moda junior. Elle lanciò la carriera della Bardot.
Nel 1958 Hélène collaborò con le Galeries Lafayette per creare una linea di abbigliamento con il marchio Elle. Nel 1966, il direttore dei negozi Neiman Marcus consegnò a Gordon-Lazareff un Fashion Award affermando che "è la persona che ha la maggiore influenza su ciò che le donne indossano in Europa e negli Stati Uniti".

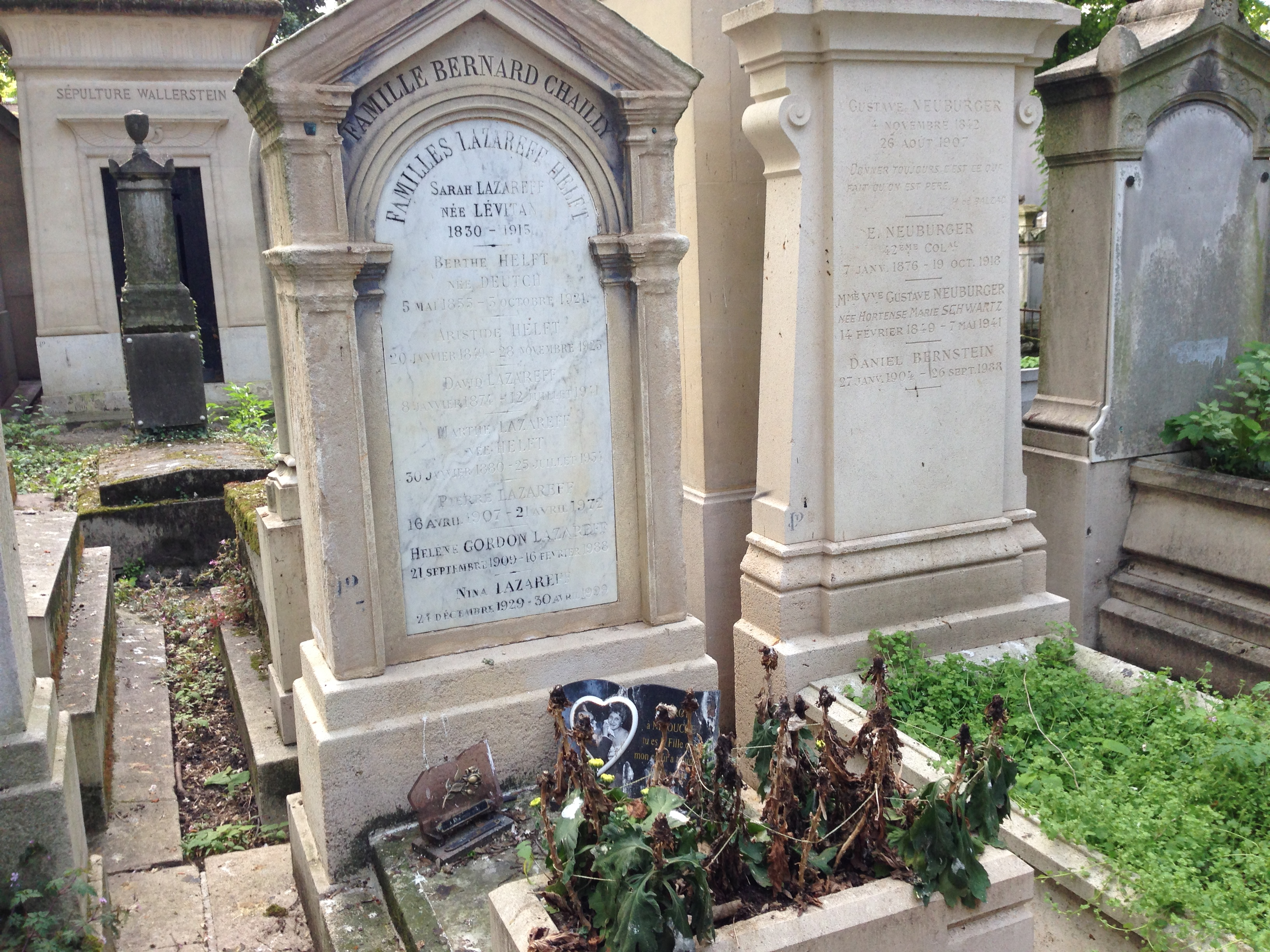
La tomba al cimitero di Père-Lachaise a Parigi

Pierre Hedrich di L'Obs ha descritto Gordon-Lazareff come una "donna vivace, sempre in un completo gonna Chanel, seducente e autorevole, che mette i piedi sulla scrivania e beve il tè tutto il giorno". Alix Girod de l'Ain, ex giornalista di Elle, avrebbe poi spiegato che "Hélène Lazareff non è "una femminista. Non sopporta le donne in pantaloni. Non capirà il maggio del '68". I movimenti sociali francesi del maggio 1968 scuoteranno l'autorità di Gordon-Lazareff all'interno della redazione.
Gordon-Lazareff è stata caporedattore di Elle fino al 1972.  Lasciò l'incarico nel settembre 1972. Su richiesta di Georges Pompidou, il gruppo Hachette pagò a Gordon-Lazareff il suo intero stipendio come amministratore delegato della rivista Elle fino alla sua morte.
Affetta dalla malattia di Alzheimer, Gordon-Lazareff sperimentò crescenti difficoltà dopo la morte del marito nel 1972. Morì nel 1988 a 78 anni nella sua proprietà di Le Lavandou, nel Var, e fu sepolta nel cimitero di Père Lachaise a Parigi. Le Monde scrisse che era "una delle grandi figure della stampa francese dopo la Liberazione". Una biografia, La Tzarine (1984), le fu dedicata da Denise Dubois-Jallais, una giornalista di Elle.

## I pranzi domenicali a Louveciennes

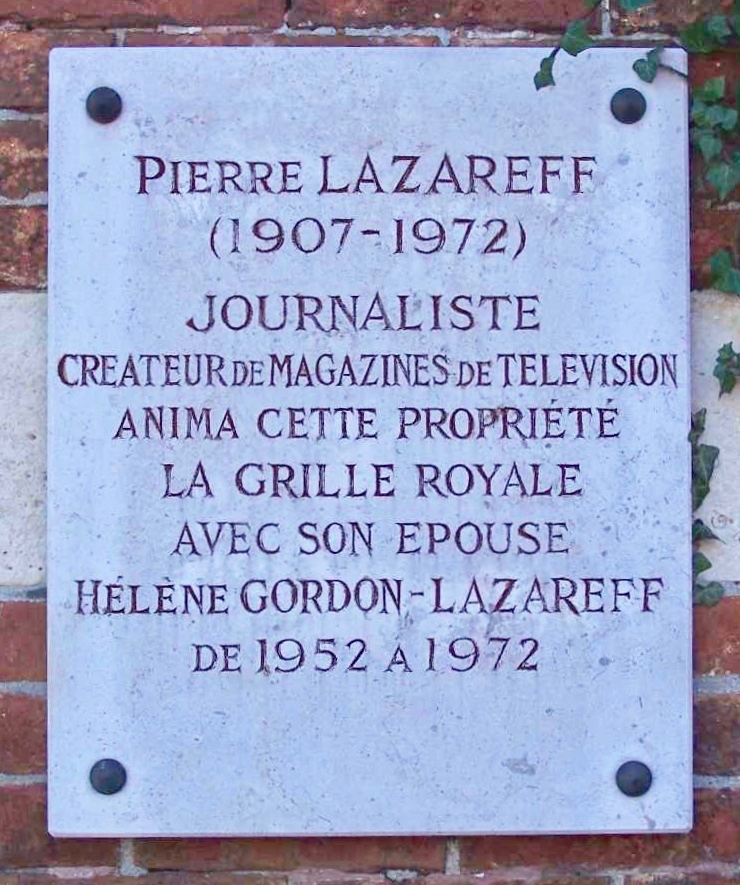
Targa commemorativa a Louveciennes. Indica che la coppia "ha animato questa proprietà la Grille Royale" dal 1952 al 1972

Ogni domenica alle 13:00, Gordon-Lazareff e suo marito, Pierre, ospitavano artisti, attori, politici e scrittori per il pranzo nella loro proprietà, chiamata la Grille Royale (la "Griglia Reale") a Louveciennes, Yvelines.
I venti posti a sedere al tavolo erano considerati "pregiati", e una lista di personalità di alto profilo vi arrivava in elicottero o in berlina, tra cui Harry Belafonte, Habib Bourguiba, Marlon Brando, Maria Callas, Marlene Dietrich, Johnny Hallyday, Henry Kissinger, Martin Luther King e Aristotele Onassis. Juliette Gréco disse: "È stato molto importante essere invitata a Louveciennes".
Brigitte Bardot, Marcel Bleustein-Blanchet, Jacques Delors e Romain Gary erano anche loro assidui frequentatori dei pranzi domenicali a casa della "coppia influente" e "imperdibile tandem di tutta Parigi" che Gordon-Lazareff e suo marito avevano formato. Anche François Mitterrand, Jeanne Moreau, Georges Pompidou, Françoise Sagan e Pierre Salinger erano clienti abituali.
Il generale de Gaulle non fu mai invitato, ma insistette perché l'elenco degli ospiti della domenica precedente gli fosse comunicato ogni lunedì mattina.
I pranzi domenicali alla Grille Royale erano una fonte cruciale di informazioni e influenza per Gordon-Lazareff e suo marito.

## Vita privata
Aveva diciannove anni quando nel 1928 sposò Jean-Paul Raudnitz, un ingegnere chimico. I due non andavano d'accordo, e Raudnitz non riusciva a far fronte finanziariamente allo stile di vita di Hélène; divorziarono dopo tre anni. Da questo primo matrimonio nacque una figlia, Michèle Rosier (1930-2017).
Nell'aprile 1939 sposò a Parigi Pierre Lazareff, fondatore di France-Soir. Quando viveva a New York, si diceva che la coppia fosse volontariamente "fuori dall'ordinario" e "libera": Hélène aveva infatti numerose relazioni extraconiugali, giovani compresi. Nina Lazareff era la figlia adottiva di Pierre. Michèle (1930-2017).